# Jon Bru
Jon Bru Pascal (Vera de Bidasoa, España, 18 de octubre de 1977) es un ciclista español.
Debutó como profesional en el 2002 con el equipo L. A. Pecol.

## Palmarés
2002
- Clásica do Seixal

2003
- 1 etapa de la Volta as Terras de Santa Maria

2004
- Bombarral

2006
- 2 etapas del G. P. Internacional-Volta a Santarem

## Equipos
- L. A. Pecol (2002-2004)
- Kaiku (2005-2006)
- Euskaltel-Euskadi (2007-2008)